# لی بیونگ-هیون
لی بیونگ-هیون (انگلیسی: Lee Byeong-heon؛ زادهٔ ۲۳ ژوئیهٔ ۱۹۸۰) فیلم‌نامه‌نویس، و کارگردان فیلم اهل کره جنوبی است. وی از سال ۲۰۰۸ میلادی تاکنون مشغول فعالیت بوده‌است.
از جمله فیلم‌ها و مجموعه‌های تلویزیونی ساخته شده توسط بیونگ-هیون می‌توان به شغل پرخطر اشاره کرد.